# Jesús Ponce
Jesús Ponce (Sevilla, 1971) és un director de cinema espanyol.
Es va iniciar en el món de la televisió i el curtmetratge, i no va dirigir el seu primer llargmetratge fins al 2005 amb 15 días contigo (2005), que va obtenir la nominació al Goya a la millor actriu per la seva protagonista, Isabel Ampudia. El 2006 va dirigir Skizo (2006), un treball d'encàrrec sobre un guió d'altri i protagonitzat per Óscar Jaenada.
El 2007 rodaria el seu tercer llargmetratge, Déjate caer (2007). Després treballaria un temps a la televisió, on va dirigir alguns episodis de les sèries Pelotas, produïda per El Terrat per TVE i Padre Medina per Canal Sur Televisión, alhora que escriu els guions de Mami Blue de Miguel Ángel Calvo Buttini o Siempre hay tiempo d'Ana Rosa Diego.
El 2015 va dirigir el telefilm Diamantino basada en la biografia del capellà obrer Diamantino García i el llargmetratge Todo saldrá bien amb guió propi.
L'any 2018 dirigeix de nou sobre guió propi un llargmetratge titulat La primera cita, rodat a Cadis sense ajudes públiques estrenat paral·lelament en el marc de dos festivals de cinema: el Festival de cinema Europeu de Sevilla i el Festival de cinema Iberoamericà de Huelva on hi va rebre el premi AAMMA que concedeix l'associació de dones de l'audiovisual pel seu argument en defensa dels valors de la dona. Hi torna a recórrer a les seves dues actrius habituals: Isabel Ampudia i Mercedes Hoyos.
També dirigeix un documental titulat "La última toma" sobre la figura del director Claudio Guerín Hill en el mateix 2018, comptant amb la participació d'un considerable nombre de prestigiosos professionals del cinema espanyol.

## Filmografia
- El último viaje de Marcello (curtmetratge, 1995)
- 15 días contigo (2005)
- Skizo (2006)
- Déjate caer (2007)
- Diamantino
- Todo saldrá bien (2016)
- La primera cita (2018)
- La última toma (2019)
- Pardo por la música (2019)